# Facultad de Odontología (UC)
La Facultad de Odontología (abreviada como FOUC; Facultad de Odontología de la Universidad de Carabobo) es una de las siete facultades de la Universidad de Carabobo en Venezuela. Fue fundada en 1973 como Escuela de Odontología dentro de la extinta Facultad de Medicina y en 1991 pasa a ser facultad. Está ubicada en la Ciudad Universitaria Bárbula al norte del Municipio Naguanagua de la ciudad de Valencia, Estado Carabobo. Posee 17 carreras de pregrado y 17 programas de postgrado.

## Historia
- El 1 de marzo de 1973 según oficio del Consejo Universitario N.º CU-1857-CFM, se resolvió crear los Estudios Odontológicos adscritos a la Facultad de Medicina.
- En la misma fecha según oficio del Consejo Universitario N.º CU-1858-CFM, se acordó designar al Dr. Fernando Eizaguirre Coordinador de los Estudios Odontológicos, adscritos a la Facultad de Medicina a partir del 1-2-73.
- El 2 de abril de 1973 se iniciaron los Estudios Odontológicos; fue un acto muy lucido con la asistencia de las autoridades universitarias, profesores y alumnos de la Facultad de Medicina, con palabras del Coordinador de dichos estudios, el Dr. Eizaguirre y el Rector de la Universidad de Carabobo.
- En reunión de Consejo Universitario el 18 de febrero de 1991 según oficio N.º CU-1097 del 25 de febrero de 1991, se autoriza al Consejo de Escuela para que funciones como Consejo de Facultad.
- En Gaceta Oficial de fecha 18 de febrero de 1991 n.º 34.657, el Consejo Nacional de Universidades en resolución dispone aprobar la transformación de la Escuela de Odontología de la Universidad de Carabobo en Facultad de Odontología de la referida universidad.
- En los inicios del año 67 surge en Valencia un movimiento de opinión liderizado por el Dr. Fernando Eizaguirre, cuyo objetivo fundamental era lograr la creación de la Facultad de Odontología. Se solidarizaron con esta idea los diferentes gremios profesionales quienes apoyaron su creación. Se producen análisis y discusiones sobre esta idea y para el año 1972 se funda la Facultad de Ciencias de la Salud creándose en ella el Área de Estudios Odontológicos del 12 de junio de ese mismo año. Transcurren 18 años y durante ese lapso evoluciona y se consolida lo que posteriormente fue la Escuela de Odontología. Varias promociones de Odontólogos y la formación de su personal docente avalaron la petición ante el Consejo Universitario y el Consejo Nacional de Universidades de su pase a facultad y es así como el 25 de enero de 1991 se aprueba su transformación en Facultad de Odontología y se publica en Gaceta Oficial número 34.657 de fecha 18 de febrero de 1991.